# Huub Zilverberg
Hubertus „Huub“ Zilverberg (* 13. Januar 1939 in Goirle) ist ein ehemaliger niederländischer Radrennfahrer.
Als Amateur gewann Zilverberg 1959 die Gesamtwertung und eine Etappe der Olympia’s Tour, wurde Zweiter der DDR-Rundfahrt und gewann 1960 eine Etappe der Polen-Rundfahrt.
In der Folge fuhr Zilverberg zum Teil als Unabhängiger und gewann in dieser Kategorie 1961 die Flandern-Rundfahrt, aber auch mit Verträgen als Berufsfahrer.
Seine erfolgreichste Saison als Profi war 1962, als er je eine Etappe des Giro d’Italia und der Tour de France gewann. Im selben Jahr wurde er Sechster der Straßenweltmeisterschaften. Bis zu seinem Karriereende am Ende der Saison 1969 gewann er Abschnitte bei Paris–Nizza 1964 sowie dem Critérium du Dauphiné Libéré 1966 und wurde Gesamtzweiter der Tour de Romandie 1964.

## Erfolge
1959
- Gesamtwertung und eine Etappe Olympia’s Tour

1960
- eine Etappe Polen-Rundfahrt

1961
- Flandernrundfahrt (Unabhängige)

1962
- eine Etappe Giro d’Italia
- eine Etappe und Mannschaftszeitfahren Tour de France
- GP du Parisien

1964
- eine Etappe und Mannschaftszeitfahren Paris–Nizza

1966
- eine Etappe Critérium du Dauphiné Libéré